# Doboz
Doboz é uma vila da Hungria, situada no condado de Békés. Tem 54,47 km² de área e sua população em 2019 foi estimada em 4.006 habitantes.